# كريسيدا كامبل
كريسيدا كامبل (بالإنجليزية: Cressida Campbell)‏ هي رسامة أسترالية، ولدت في 8 يوليو 1960 في سيدني في أستراليا.